# Thimory
Thimory é uma comuna francesa na região administrativa do Centro, no departamento Loiret. Estende-se por uma área de 12,34 km². Em 2010 a comuna tinha 744 habitantes (densidade: 60,3 hab./km²).